# Marsden (Tyne and Wear)
Marsden – wieś w Anglii, w hrabstwie ceremonialnym Tyne and Wear, w dystrykcie metropolitalnym South Tyneside. Leży 16 km na wschód od centrum Newcastle i 394 km na północ od Londynu.